# رودولف سانوالد
رودولف سانوالد (آلمانی: Rudolf Szanwald; ۶ ژوئیهٔ ۱۹۳۱ – ۲ ژانویهٔ ۲۰۱۳) بازیکن فوتبال اهل اتریش بود.
از باشگاه‌هایی که در آن بازی کرده‌است می‌توان به باشگاه فوتبال آستریا وین اشاره کرد.
وی همچنین در تیم ملی فوتبال اتریش بازی کرده‌است.